# Batilly (Meurthe-et-Moselle)
Batilly ist eine französische Gemeinde mit 1.315 Einwohnern (Stand 1. Januar 2022) im Département Meurthe-et-Moselle in der Region Grand Est (vor 2016 Lothringen). Sie gehört zum Arrondissement Val-de-Briey und ist Mitglied im Gemeindeverband Communauté de communes Orne Lorraine Confluences. Die Einwohner werden Batillois und Batilloises genannt.
Die Gemeinde erhielt 2023 die Auszeichnung „Eine Blume“, die vom Conseil national des villes et villages fleuris (CNVVF) im Rahmen des jährlichen Wettbewerbs der blumengeschmückten Städte und Dörfer verliehen wird.

## Geografie
Batilly liegt etwa 16 Kilometer westnordwestlich von Metz. Umgeben wird Batilly von den Nachbargemeinden Moineville im Norden, Sainte-Marie-aux-Chênes im Nordosten, Saint-Ail im Osten und Südosten sowie Jouaville im Süden und Westen.

## Bevölkerungsentwicklung
| Jahr                       | 1962 | 1968 | 1975 | 1982 | 1990 | 1999 | 2006 | 2019 |
| Einwohner                  | 997  | 1042 | 1012 | 1090 | 1096 | 1130 | 1297 | 1272 |
| Quellen: Cassini und INSEE |      |      |      |      |      |      |      |      |

## Sehenswürdigkeiten
- Gallorömische Siedlungsreste
- Alte und neue Pfarrkirche Saint-Pierre-Saint-Paul (alter Kirchbau aus dem 14. Jahrhundert, Neubau aus dem 19. Jahrhundert)
- Kapelle im Ortsteil Paradis aus dem 20. Jahrhundert
- Burgruine

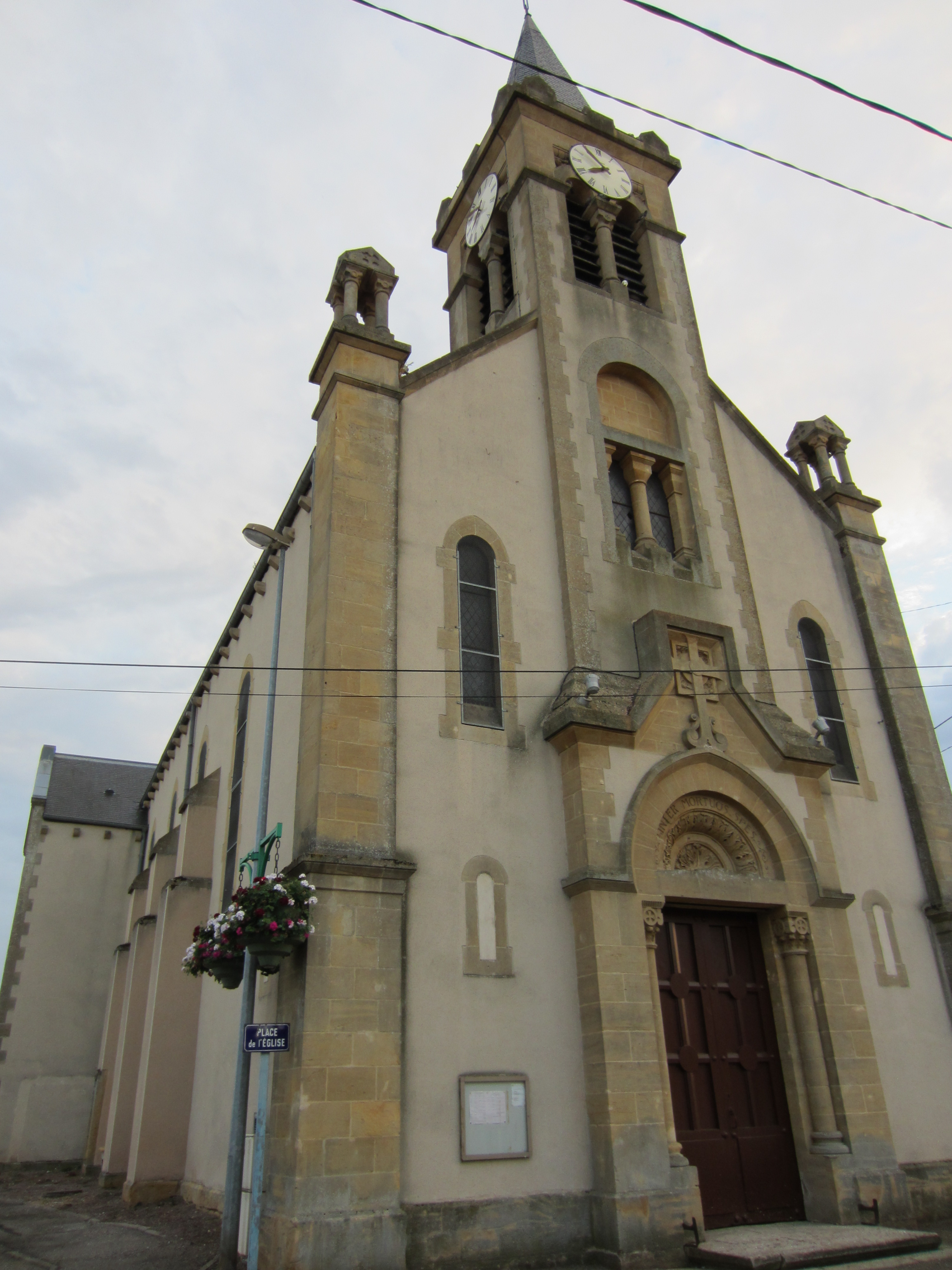
Pfarrkirche Saint-Pierre-Saint-Paul
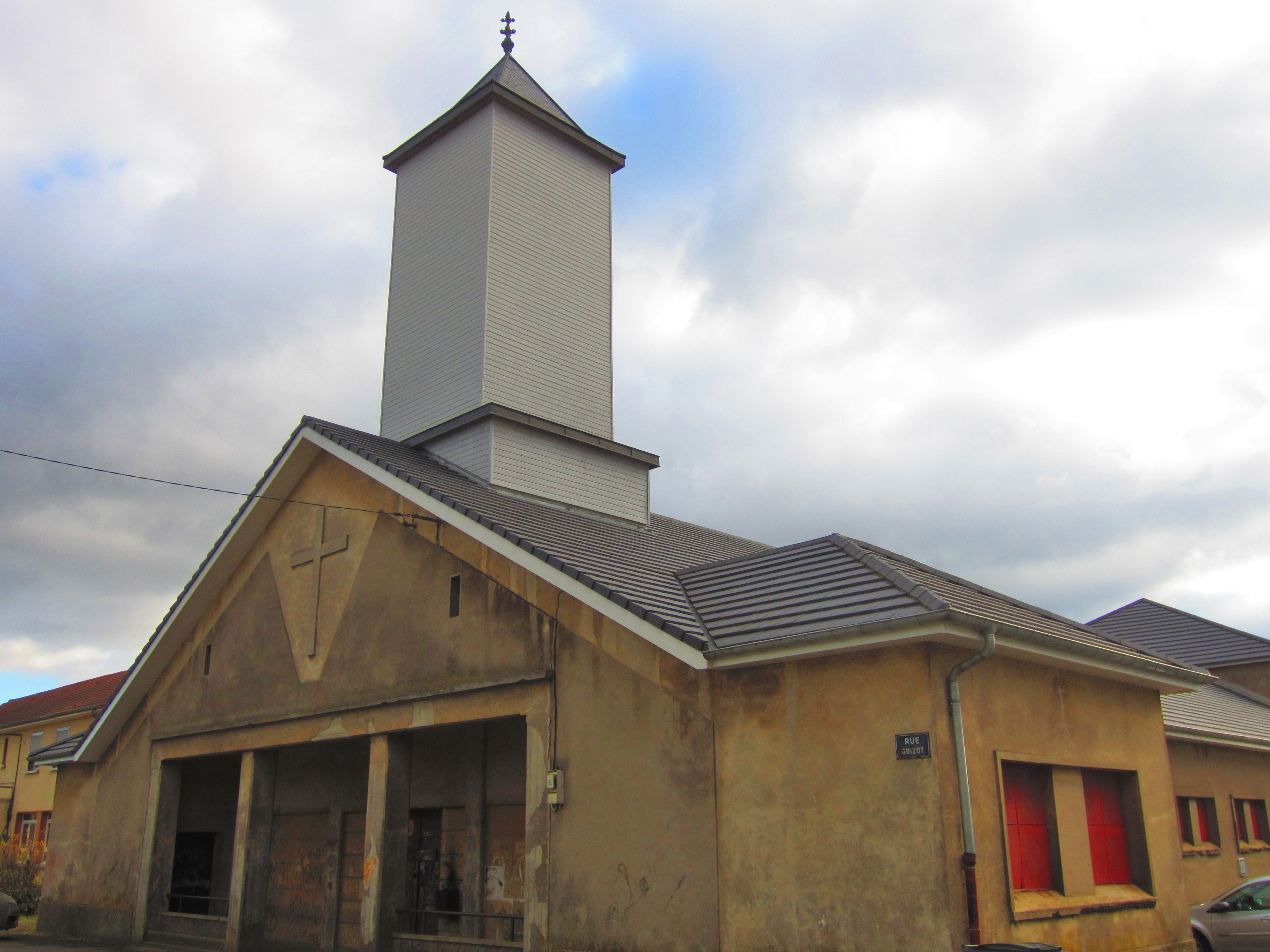
Kapelle im Quartier Paradis

## Verkehr
1873 nahm die Bahnstrecke Conflans-Jarny–Metz ihren Betrieb auf. Der Bahnhof Batilly war der französische Grenzbahnhof dieser Strecke: Östlich des Ortes verlief damals die deutsch-französische Grenze. Der gegenüber liegende deutsche Grenzbahnhof war Amanweiler. Der Personenverkehr auf der Strecke wurde 1973 aufgegeben. Im Güterverkehr wird der Abschnitt Conflans-Jarny–Batilly noch betrieben, da hier ein Anschluss an das örtliche Werk von Renault besteht.

## Wirtschaft und Infrastruktur
Die Société des Véhicules Automobiles de Batilly ist hier ansässig.
Der nurmehr im Güterverkehr bediente Bahnhof Batilly liegt an der Bahnstrecke Conflans-Jarny–Metz.